# Mahalanobis-Abstand
Der Mahalanobis-Abstand, auch Mahalanobis-Distanz oder verallgemeinerter Abstand (nach Mahalanobis) genannt, ist ein Distanzmaß zwischen Punkten in einem mehrdimensionalen Vektorraum. Intuitiv gibt der Mahalanobis-Abstand zweier Punkte ihren Abstand in Standardabweichungen an. Der Mahalanobis-Abstand wird speziell in der Statistik verwendet, zum Beispiel im Zusammenhang mit multivariaten Verfahren.

## Definition
Bei multivariaten Verteilungen werden die {\displaystyle m} Koordinaten eines Punktes als {\displaystyle m}-dimensionaler Spaltenvektor dargestellt. Man fasst ihn als Realisierung eines Zufallsvektors {\displaystyle \mathbf {X} } mit der Kovarianzmatrix {\displaystyle \mathbf {\Sigma } } auf. Der Abstand zweier so verteilter Punkte {\displaystyle \mathbf {x} } und {\displaystyle \mathbf {y} } wird dann durch den Mahalanobis-Abstand in der Grundgesamtheit
{\displaystyle \Delta (\mathbf {x} ,\mathbf {y} )={\sqrt {(\mathbf {x} -\mathbf {y} )^{\top }\mathbf {\Sigma } ^{-1}(\mathbf {x} -\mathbf {y} )}}}
bestimmt. Der Mahalanobis-Abstand ist skalen- und translationsinvariant.
Analog gilt für den Mahalanobis-Abstand in der Stichprobe:
{\displaystyle D(\mathbf {x} ,\mathbf {y} )={\sqrt {(\mathbf {x} -\mathbf {y} )^{\top }\mathbf {\mathbf {S} } ^{-1}(\mathbf {x} -\mathbf {y} )}}},
wobei {\displaystyle \mathbf {S} ^{-1}} die Inverse der Stichproben-Kovarianzmatrix {\displaystyle \mathbf {S} } darstellt.
Im Zweidimensionalen bilden die Punkte mit gleichem Mahalanobis-Abstand von einem Zentrum graphisch eine Ellipse (deren Achsen nicht notwendigerweise in Richtung der Koordinatenachsen zeigen), während es beim euklidischen Abstand ein Kreis ist. Ist die Kovarianzmatrix die Einheitsmatrix (dies ist genau dann der Fall, wenn die einzelnen Komponenten des Zufallsvektors {\displaystyle \mathbf {X} } paarweise unkorreliert sind und jeweils Varianz 1 besitzen), so entspricht der Mahalanobis-Abstand dem euklidischen Abstand. Die Flächen konstanten Abstandes von einem Punkt können beim Mahalanobis-Abstand beliebige Kegelschnitte sein.
Mathematisch ergibt sich der Mahalanobis-Abstand aus der {\displaystyle m}-dimensionalen Normalverteilung mit Erwartungswertvektor {\displaystyle {\boldsymbol {\mu }}} und Kovarianzmatrix {\displaystyle \mathbf {\Sigma } }, wobei {\displaystyle \det(\mathbf {\Sigma } )\neq 0} gilt. Diese Verteilung besitzt nämlich die Dichte
{\displaystyle f_{X}(\mathbf {x} )={\frac {1}{(2\pi )^{\frac {m}{2}}{\sqrt {|\det(\mathbf {\Sigma } )|}}}}\cdot \exp \left(-{\frac {1}{2}}(\mathbf {x} -{\boldsymbol {\mu }})^{\top }\mathbf {\Sigma } ^{-1}(\mathbf {x} -{\boldsymbol {\mu }})\right)}.
Durch Logarithmieren dieses Ausdrucks erhält man die logarithmische Dichte
{\displaystyle \log f_{X}(\mathbf {x} )=-{\frac {1}{2}}(\mathbf {x} -{\boldsymbol {\mu }})^{\top }\mathbf {\Sigma } ^{-1}(\mathbf {x} -{\boldsymbol {\mu }})-c}
mit einer Konstanten {\displaystyle c}, was bis auf die fehlende Wurzel, den Vorfaktor und den Summanden {\displaystyle c} dem Mahalanobis-Abstand entspricht.

## Anwendungen
In der Diskriminanzanalyse wird die Zuordnung eines Punktes zu einer bestimmten gegebenen Population unter anderem mit dem Mahalanobis-Abstand bestimmt. Ein weiteres Anwendungsgebiet ist die Erkennung von Ausreißern mit Hilfe des Mahalanobis-Abstands, wobei der Punkt {\displaystyle \mathbf {y} } durch einen (robusten) Lageparameter ersetzt wird. Kritisch ist dabei anzumerken, dass sowohl die Kovarianzmatrix als auch die Lageparameter durch Ausreißer verzerrt sein können. Sie werden in den meisten Fällen durch robuste Verfahren geschätzt, z. B. mit Hilfe der MCD-Schätzer (MCD englisch für Minimum Covariance Determinant, deutsch etwa Schätzer mit kleinstmöglicher Determinante der Kovarianzmatrix). Weiterhin können bei der Verwendung des Mahalanobis-Abstandes als Abstandsklassifikator zwei Fälle unterschieden werden:
1. Die Kovarianzmatrix ist für alle Klassen gleich oder gemittelt.
2. Es werden unterschiedliche Kovarianzmatrizen für die einzelnen Klassen verwendet.

Die Entscheidung für eine Alternative ist durch empirische Analysen zu begründen.